# Aulacocalyx caudata
Aulacocalyx caudata är en måreväxtart som först beskrevs av William Philip Hiern, och fick sitt nu gällande namn av Ronald William John Keay. Aulacocalyx caudata ingår i släktet Aulacocalyx och familjen måreväxter. Inga underarter finns listade i Catalogue of Life.